# HD166473
HD166473 — хімічно пекулярна зоря спектрального класу
A5 й має видиму зоряну величину в смузі V приблизно  7,9.

## Пекулярний хімічний склад
Зоряна атмосфера HD166473 має підвищений вміст 
Cr
.

## Магнітне поле
Спектр даної зорі вказує на наявність магнітного поля у її зоряній атмосфері.
Напруженість повздовжної компоненти поля оціненої з аналізу
наявних ліній металів
становить 2148,3± 222,7 Гаус.